# 戸田資富
戸田 資富（とだ すけとみ、生没年不詳）は、江戸時代幕末期の近江膳所藩第9代筆頭家老。膳所藩第8代筆頭家老・戸田資能の子。

## 親族
子に膳所藩第10代筆頭家老戸田資慶。弟に幕末の勤王志士川瀬太宰。